# E-politik.de
E-politik.de e. V. – Netzkommunikator für Politik, Gesellschaft und Politikwissenschaft (Eigenschreibweise: /e-politik.de/ e. V.) ist ein gemeinnütziger Verein, eingetragen beim Registergericht München. Der Verein betreibt die Internetseite www.e-politik.de sowie ein Weblog. Ziel von E-politik.de e. V. ist die Förderung der politischen und journalistischen Bildung sowie die journalistische Aus- und Weiterbildung junger Journalisten, Politiker und Wissenschaftler. Der Verein ist unabhängig und gehört keiner politischen Partei an. Er finanziert sich über Mitgliedsbeiträge und Spenden.

## Geschichte
Im Sommer 1999 gründen die drei Studenten Gunnar Herrmann, Nikolaus Röttger und Florian Wachter (†) die Münchner Redaktion von E-politik.de. Ihre ersten Artikel stellen sie am 10. Januar 2000 unter der Domain www.e-politik.de online. Schon vier Monate später erfolgt im Mai 2000 der erste Relaunch der Seite. Im Dezember kommt die zweite E-politik.de-Redaktion in Berlin hinzu, die ab diesem Zeitpunkt ebenfalls Artikel für die Internetseite liefert. Im Februar 2002 wird der Verein E-politik.de e. V. gegründet und vom Finanzamt München als gemeinnützig anerkannt. Im November 2003 erfolgt der zweite Relaunch von www.e-politik.de, das um eine Online-Community-Funktion erweitert wird. Als dritte Redaktion nach München und Berlin folgt im Juli 2004 die Gründung einer Leipziger Redaktion. Im März 2005 wird die Seite um ein Weblog erweitert, das seitdem aktuelle politische und gesellschaftliche Ereignisse beschreibt und kommentiert sowie die Hauptseite durch Kolumnen ergänzt. Im Januar 2006 kommt die vierte Redaktion in Greifswald in Mecklenburg-Vorpommern dazu. Ende 2006 gründet sich nach dem dritten Relaunch der Website eine weitere Redaktion in Heidelberg.

## Der Verein
Der Verein E-Politik.de e. V. besteht seit Februar 2002 und wurde vom Finanzamt München als gemeinnützig anerkannt. Die Ziele des Vereins sind die (online-)journalistische Nachwuchsförderung und Ausbildung, die Entwicklung innovativer und multimedialer journalistischer Formen im Internet, die allgemeine politische und überparteiliche Bildungsarbeit in Form von Seminaren, Konferenzen und Diskussionsrunden sowie die Beteiligung am öffentlichen und wissenschaftlichen Dialog über Politik, Gesellschaft und Politikwissenschaft.
Der Verein finanziert sich ausschließlich durch Mitgliedsbeiträge und Spenden.

## Die Redaktionen
In den insgesamt fünf Redaktionen in München, Berlin, Leipzig, Greifswald und Heidelberg arbeiten rund 80 freie Mitarbeiter regelmäßig und ehrenamtlich für www.e-politik.de. Hinzu kommen Gastautoren.
Die Redaktionsmitarbeiter sind meist Studenten verschiedener Studiengänge, darunter Politikwissenschaften, Betriebswirtschaftslehre und Journalistik,  Volontäre sowie ausgebildete Redakteure und Wissenschaftler. Alle arbeiten ehrenamtlich für www.e-politik.de.
Die Kommunikation zwischen den Redaktionen erfolgt meist per E-Mail, Telefon und über Protokolle, die bei den in der Regel wöchentlichen Redaktionssitzungen geschrieben und anschließend an die anderen Redaktionen geschickt werden. Mindestens einmal pro Jahr lädt darüber hinaus eine Redaktion die anderen zu einem Gesamttreffen ein, bei dem Grundsätzliches besprochen, Ideen ausgetauscht und Änderungen beschlossen werden.

## Ziele
Die Redaktion von www.e-politik.de sieht sich als politisch neutral und versucht zu zeigen, dass Politik aus mehr besteht als nur aus Wahlkampf, Reden, Parteiprogrammen und Abgeordneten. Die Redaktionen wollen politische Meinungen, Stimmungen und Trends in allen Bereichen des öffentlichen Lebens finden, egal ob in Literatur, Film, Musik, Umgangsformen, Modetrends oder Parteiprogrammen. Dabei liegt der Schwerpunkt der Berichterstattung nicht ausschließlich auf dem tagesaktuellen Geschehen, sondern darüber hinaus auch in langfristigen Trends und Themen abseits der vorherrschenden Nachrichtenlage. Die Autoren sind dabei stets bemüht, eine besondere Sichtweise oder einen neuen Blickwinkel aufzuzeigen. So werden neue, von anderen Massenmedien unbeachtete Perspektiven und Ansichten zu einem Thema mit Hintergrundinformationen verbunden, um mit einem neuen Ansatz zur politischen Meinungsbildung beizutragen. Wichtige Themen werden in Dossiers zusammengefasst und stetig ergänzt.
Mit dem Angebot von www.e-politik.de sollen die Mitarbeiter eine Möglichkeit erhalten, (online)journalistisch zu arbeiten und ihre Texte einem breiten Publikum präsentieren zu können. Dabei wird neben der Recherche, dem Schreiben der Texte und der Suche geeigneter Bilder auch Wert auf die Möglichkeiten des Internets gelegt, so zum Beispiel auf weiterführende Links und Multimedia-Elemente, die weitere Informationen zu den Themen liefern.

## Projekt WissensWerte
Seit Anfang 2010 betreibt der Verein das Projekt WissensWerte – Animationsclips zur politischen Bildung. Im Rahmen des Projektes entsteht eine Serie von animierten Kurzfilmen zu politischen Themen, die als Creative Commons lizenziert sind.

## Preise und Auszeichnungen
Im April 2001 gewann www.e-politik.de den Alternativen Medienpreis der Nürnberger Medienakademie e. V. Das Weblog wurde im Juli 2005 beim Preisbloggen der Zeit unter die besten Zehn im Bereich Politik und Wirtschaft gewählt. Am 1. Januar 2010 wurde www.e-politik.de als ausgewählter Ort im Land der Ideen 2010 ausgezeichnet.